# 包纳赫河

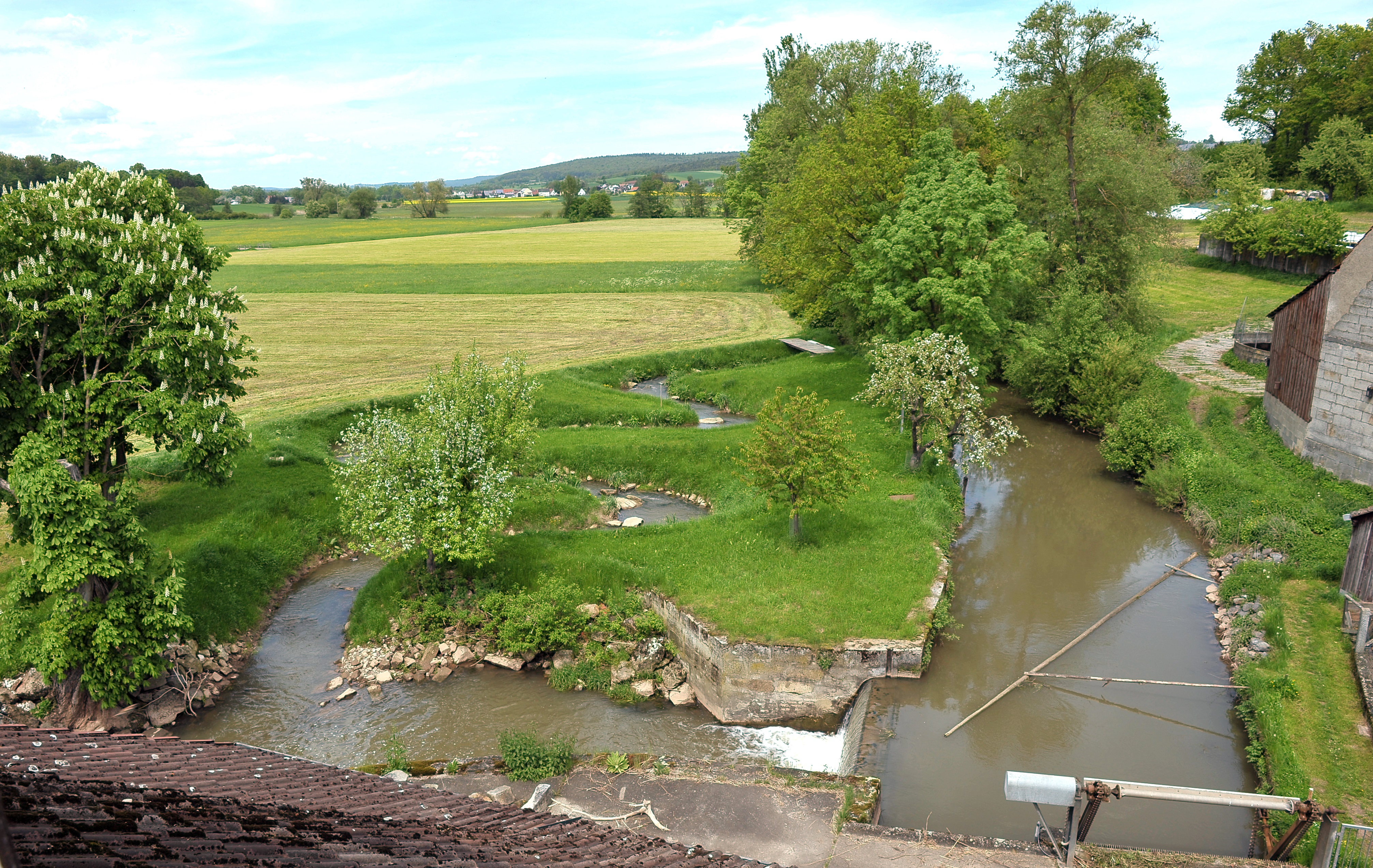

包纳赫河（德語：Baunach，發音：[ˈbaʊnax] ⓘ）是德國巴伐利亚州的河流，位於該國東南部，屬於美因河的右支流，河道全長54公里，流域面積426平方公里，河口處在包納赫附近。